# Margherita Guzzinati
Pour les articles homonymes, voir Margherita.
Guzzinati Margherita, née à Rome le 18 mai 1940 et morte dans cette ville le 31 octobre 1997, est une actrice italienne, principalement active à la télévision entre les années 1960 et 1980.

## Filmographie partielle

### Au cinéma
- 1960 : Totò ciak
- 1966 : La strega in amore de Damiano Damiani : Lorna
- 1968 : Pas folles, les mignonnes (Le dolci signore) de Luigi Zampa
- 1968 : Le dolci signore : Contessa
- 1968 : La bambolona : Daria
- 1969 : Les Intouchables (Gli intoccabili) de Giuliano Montaldo : Margaret DeMarco